# Joyeux Chagrins
Bagatelle(s) ou Coups d'Éclat
Joyeux Chagrins ou Bagatelle(s) ou Coups d’Éclat (Present Laughter) est une pièce de théâtre comique britannique de Noël Coward écrite en 1939 et mise en scène pour la première fois en 1942. En français, elle est jouée pour la première fois, à Paris en 1948 sous le titre Joyeux Chagrins, puis modernisée par Laurent Chalumeau en 1996 sous le titre Bagatelle(s) . En 2025, elle retrouve son esprit d’origine mais transposée dans le Paris de 1985 sous le titre Coups d’Éclat et reprend les coupes et les ajustements de la production du Old Vic de 2019.
Le titre original de la pièce, Present Laughter, vient d'une chanson de la pièce de William Shakespeare La Nuit des rois, où est évoqué « present mirth hath present laughter ».
Noël Coward tient le rôle principal de Garry Essendine lors des représentations originales ainsi que lors des représentations en français en 1948 à Paris. Dix ans plus tard il fait également partie de la distribution lors d'une tournée américaine. Le rôle d'Essendine fut également repris par Nigel Patrick, Albert Finney, Peter O'Toole, Simon Callow et Ian McKellen.  Dans Bagatelle(s), le personnage devenu Jean Delecour était interprété par Michel Sardou.

## Création de la pièce
La pièce fut écrite en 1939, juste avant la Seconde Guerre mondiale mais elle ne fut créée sur scène qu'en 1942. Coward reconnaît que le personnage principal, l'acteur égocentrique Garry Essendine, était sa propre caricature.
Au début de la guerre, Coward servait le gouvernement britannique. Winston Churchill lui conseilla de faire plus pour l'effort de guerre en divertissant les troupes et le public puisque c'était ça son métier. Coward suivit l'avis de l'homme politique et partit en tournée à travers l'Europe, l'Afrique, l'Asie et l'Amérique. La première de la pièce eut lieu à Blackpool en septembre 1942.

### Distribution originale
- Jennifer Gray : Daphne Stillington
- Molly Johnson : Miss Erikson
- Billy Thatcher : Fred
- Beryl Measor : Monica Reed
- Noël Coward : Garry Essendine
- Joyce Carey : Liz Essendine
- James Donald : Roland Maule
- Gerald Case : Henry Lyppiatt
- Dennis Price : Morris Dixon
- Judy Campbell : Joanna Lyppiatt
- Gwen Floyd : Lady Saltburn

## Adaptation de 1996

### Historique
Représentée à partir du 17 septembre 1996 au Théâtre de Paris sous le titre Bagatelle(s), la pièce permet au chanteur Michel Sardou de fouler pour la première fois les planches d'un théâtre. La pièce est adaptée et modernisée par Laurent Chalumeau et mise en scène par Pierre Mondy. C'était un vieux rêve de Sardou de commencer une carrière au théâtre, comme le firent ses parents, Jackie et Fernand Sardou. C'est lui-même qui choisit le metteur en scène, alors que Guy Bonnet avait choisi la pièce pour le chanteur
Après avoir dépoussiéré Oscar, Laurent Chalumeau se vit confier la modernisation de la pièce Present Laughter de Noël Coward. L'un des changements consistait à modifier le personnage principal. Sardou étant débutant au théâtre, il ne pouvait pas interpréter le rôle d'une vieille vedette de théâtre. Le rôle devient naturellement celui d'un chanteur célèbre débutant au théâtre. La pièce est produite par Jean-Claude Camus, producteur du chanteur, et Gérard Louvin .

### Distribution[9]
- Michel Sardou : Jean Delecour
- Nicole Calfan : Lise
- Philippe Khorsand : Maurice
- Arièle Semenoff : Olivia
- Gwendoline Hamon : Delphine
- Laurence Badie : Madame Dugers
- Louba Chazel : Madame Pigeard
- Laurent Spielvogel : Fred
- Natacha Amal : Joanna
- Daniel Berlioux : Henri
- Frédéric Diefenthal : Roland